# Gondi (Adelsgeschlecht)
Die florentinische Bankiersfamilie der Gondi gehörte dem alten florentinischen Patriziat und später dem französischen Hochadel an und war in beiden Staaten ein bedeutender Partner der Medici.

Wappen der Gondi

## Die Gondi in Florenz

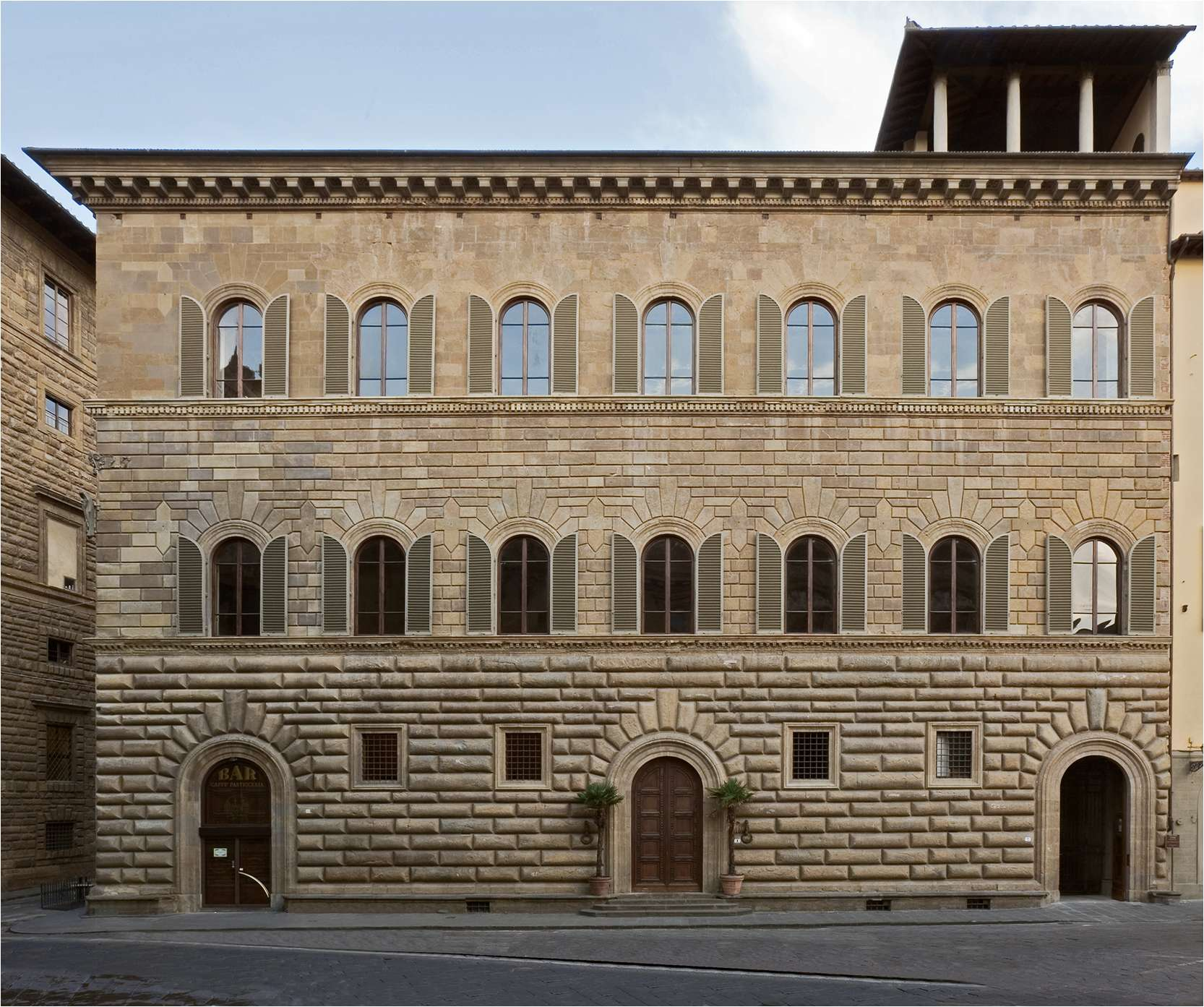
Palazzo Gondi in Florenz

Die Gondi leiteten ihrer Herkunft traditionell von den legendären Philippi ab, die 805 von Karl dem Großen selbst geadelt worden sein sollen, und von denen auch die Strozzi und die Gualfreducci ihre Abstammung behaupten. Mit Orlando Bellicozzo, einem Mitglied des Großen Rates von Florenz im Jahr 1197, traten die Gondi in die Geschichte ein; sie erhielten ihr Patronym von Gondo, der 1251 im Großen Rat saß und in diesem Jahr einen Vertrag zwischen Florenz und Genua unterzeichnete. Mit Simone Gondi verließ die Familie 1351 die Ghibellinische Partei; in einer Zeit äußerster Not lieh er der Republik 8000 Goldflorin. Die Familie hatte damals ausgedehnten Grundbesitz rund um Valcava im Mugello, wo die Kirche das Gondi-Wappen innen und außen zeigte. Simones gleichnamiger Enkel war der erste Gondi, der dreimal das Amt des Priore der Republik Florenz ausüben konnte. Seine Tochter Maddalena, die Giovanni Salviati heiratete, wurde durch ihre Tochter Maria Salviati, der Ehefrau von Giovanni dalle Bande Nere, die Großmutter von Cosimo I. de’ Medici und somit Vorfahrin aller katholischen Herrscher des vornapoleonischen Europa. Carlo Gondi, der Bruder Simones, war ein überzeugter Unterstützer von Piero di Cosimo de’ Medici, und als die Medici Großherzöge wurden, erhielten die Gondi inhaltsleere Ehrentitel als Senatoren. Die florentinische Linie der Gondi starb Mitte des 18. Jahrhunderts aus.
Der Sitz der Familie war der Palazzo Gondi auf der Piazza San Firenze in Florenz, der 1489 bis 1495 nach Entwürfen von Giuliano da Sangallo für Giuliano Gondi il Magnifico gebaut wurde. Er ging später an die Orlandini über. Giuliano Gondi hatte eine ihm vom König von Neapel angebotene Rente abgelehnt, weil er der Ansicht war, dass ein Bürger einer freien Republik kein Geld von einem ausländischen Fürsten annehmen könne, ohne seine Ehre zu schädigen. Sein Sohn ließ den Palazzo fertigstellen und gab die Gondi-Kapelle in Santa Maria Novella in Auftrag.

## Die französischen Gondi
Die französische Linie der Gondi ging von Antonio Gondi aus, einem jüngeren Bruder von Giuliano il Magnifico, dessen jüngster Sohn Guidobaldo, genannt Antonio, um 1505 nach Lyon gesandt wurde, um sich um die dortigen Geschäfte der Familie zu kümmern, und sich einer etablierten florentinischen Gemeinschaft von Kaufleuten und Bankiers anschloss. 1516 heiratete er Marie Catherine Pierrevive, Tochter eines Steuerpächters aus einer alten Lyoner Familie piemontesischer Herkunft; als Caterina de’ Medici kurz nach ihrer Heirat mit Henri de Valois (1533) nach Lyon kam, nahm sie Marie-Catherine Pierrevive in ihren Dienst und machte sie später zur Gouvernante ihrer Kinder. Antonio Gondi wurde Maître d‘Hôtel für den (seit 1536) Dauphin Henri de Valois, den zukünftigen König Heinrchi II. Giambattista Gondi, ein Enkel Antonios und Neffe Guidobaldos, heiratete 1558 Maddalena Buonaiuti, die Witwe von Luigi Alamanni (1495–1556), exilierter Florentiner und Maître d‘Hôtel Caterina de’ Medicis, und trat dann auch im Dienst der Königin dessen Nachfolge an. Giambattistas Neffe Jérôme Gondi wurde Baron de Codun, Kammerherr und französischer Botschaften in Venedig und Rom – und konnte 1577 Caterina de’ Medici die Domäne Saint-Cloud abkaufen.
Die Kinder Guidobaldos/Antonios und Marie Catherine de Pierrevives blieben alle in Frankreich. Im Gefolge Caterina de’ Medicis und Heinrichs III. wurden der älteste ihrer Söhne, Albert de Gondi, 1573 Marschall von Frankreich und 1581 Herzog von Retz und Pair von Frankreich, der dritte Sohn, Pierre de Gondi 1569 Bischof von Paris und 1587 Kardinal, der vierte, Charles de Gondi General der Galeeren – insgesamt entstammen diesem Teil der Familie neben den Herzögen von Retz innerhalb von drei Generationen drei Kardinäle, vier (Erz)Bischöfe von Paris und fünf Galeerengeneräle. Die Linie selbst starb 1716 aus.

## Die Immobilien der Gondi
Jérôme de Gondi ließ auf der 1577 gekauften Domäne Saint-Cloud das Hôtel d’Aulnay abreißen und durch den Kern des späteren Schlosses Saint-Cloud ersetzen. Heinrich III. ließ sich selbst in diesem Schloss nieder, als er während der Hugenottenkriege die Belagerung von Paris leitete und wurde hier 1589 vom Mönch Jacques Clément ermordet. 1655 verkaufte die Familie Gondi das Schloss an Barthélemy d‘Hervart (1607–1676), der es 1658 an Ludwig XIV. weiterreichte, der es wiederum seinem Bruder Philippe I. de Bourbon, duc d’Orléans schenkte. Der „Sonnenkönig“ ließ sich ab 1668 das Schloss Versailles erbauen, das zuvor nur ein kleines Jagdschloss seines Vaters Ludwig XIII. gewesen war; die Ländereien um Versailles hatte dieser 1631 von den Gondi erworben. 
Die Pariser Residenz der Familie, das Hôtel Gondi, wurde ebenfalls von Jérôme de Gondi gebaut, und 1586 bezogen, musste aber schon 1610 (Jérôme war 1604 gestorben) aus finanziellen Gründen verkauft werden. Maria de’ Medici gab es Henri II. de Bourbon, prince de Condé, der es in weiten Teilen umbaute und dann in Hôtel de Condé umbenannte. Das Palais befand sich östlich der Rue de Condé und nördlich der Rue de Vaugirard und damit in unmittelbarer Nachbarschaft zum späteren Palais du Luxembourg, das zur Zeit der Gondi lediglich ein Landhaus war.

## Stammliste

### Die Gondi als Vorfahren Cosimo de Medicis
Stammreihe vom Vater auf den Sohn bzw. die Tochter
- Bellicozzo, 1100 bezeugt
- Orlando Bellicozzo, 1153–1197 bezeugt
- Forte, 1171 bezeugt, † 1204, 1204 Senator
- Ricovero, 1235/51 bezeugt
- Gondo, 1235/51 bezeugt, † vor 1266
- Cozzo, † vor 1317
- Geri, 1317/50 bezeugt, † vor 1351
- Simone Gondi, 1350 bezeugt, † 20. Juli 1403
- Salvestro Gondi, † 13. August 1423
- Simone Gondi, 1438, 1445 und 1449 Priore der Republik Florenz
- Maddalena (Elena) Gondi, * 12. Dezember 1437, † Juni 1503; ⚭ 1455 Giovanni Salviati, * 1419, † 1472
- Jacopo Salviati, * 1461, † 1533; ⚭ 1486 Lucrezia di Lorenzo de’ Medici, * 1470, † 1553
- Maria Salviati, * 1499, † 1543; ⚭ Giovanni dalle Bande Nere, * 1498, † 1526
- Cosimo I. de’ Medici, * 1519, † 1574

### 14.–16. Jahrhundert
Stammreihe vom Vater auf den Sohn:
- Simone Gondi, 1350 bezeugt, † 20. Juli 1403 (siehe oben)
- Leonardo Gondi, 1371/95 bezeugt, † wohl 1400
- Leonardo Gondi, * 1400, † 1449
- Giuliano Gondi, il Magnifico, * 4. Juni 1421, † Mai 1501, 1468 Priore der Republik Florenz, Nachkommen in männlicher Linie wohl Anfang des 18. Jahrhunderts ausgestorben

Stammliste ab 1443
1. Antonio Gondi (* Mai 1443, † Juni 1486 in Ferrara), Bruder von Giulano il Magnifico; ⚭ 4. März 1464 Lena (Maddalena) Corbinelli († nach 1506), Tochter von Bernardo Corbinelli und Elisabetta Almaneschi
  1. Alessandro Gondi (* 7. Mai 1464; † 1521) 1517 Priore der Republik Florenz; ⚭ 1496 Maria Maddalena Gualterotti († 1550), Tochter von Piero Gualterotti – Nachkommen
  2. Girolamo Gondi (* 21. Oktober 1472, † 20. Januar 1557 in Florenz); ⚭ 1498 Francesca Tornabuoni († 1555), Tochter von Piero Tornabuoni
    1. Giambattista (Jean-Baptiste) Gondi (* 10. November 1501; † 1580 nach 13. Februar), Maître d’Hôtel Caterina de’ Medicis; ⚭ (Ehevertrag 19. Dezember 1558) Maddalena Buonaiuti, * um 1524, testiert 10. Juni 1580, Witwe von Luigi Alamanni, Maître d‘Hôtel Caterina de’ Medicis
    2. Francesco Gondi (* 4. Mai 1503; † nach 1547), florentinischer Gesandter in Spanien; ⚭ Anna Velez de Guevara, Tochter von Diego Vélez und Leonora de Herrera
      1. Jérôme de Gondi (* wohl 1550; † 1604), Baron de Codun, 1577 Seigneur de Saint-Cloud, französischer Gesandter in Venedig und Rom, 1604 zum Chevalier des Ordres du Roi ernannt, starb vor der Aufnahme; ⚭ 18. April 1575[5] Luisa Buonaccorsi (* um 1555; † nach 1584), Tochter von Antonio Buonaccorsi und Anne de Brinon
        1. Jean-Baptiste de Gondi (* 12. August 1576[6]; † nach 5. März 1639[7]), Baron de Codun, Seigneur de Saint-Cloud, französischer Kammerherr und Staatsrat; ⚭ 24. Juli 1602 Polissena de’ Rossi, Tochter von Ferrante de’ Rossi, General der Republik Venedig, und Anna Polissena Gonzaga
          1. Jérôme de Gondi (* 2. Februar 1605; † 9. April 1686 in Florenz), Baron de Codun; ⚭ 19. September 1644 Hippolyte de Cumont, Tochter von René de Cumont
            1. Pierre Ferdinand (* 10. Dezember 1658; † 20. Juli 1699), Comte de Vic
            2. Antoinette, Nonne
            3. Tochter († klein)

          2. (unehelich, Mutter unbekannt: Anne (Marie) Charlotte de Gondi (* 1627; † 8. Juni 1694); ⚭ (1) Louis François Colbert, per Arrêt geschieden, Sohn von Nicolas Colbert, Seigneur d’Acy, und Marie Le Mercier (Haus Colbert);⚭ (2) 9. Januar 1661 Johann Peter Stuppa (* Juli 1621 in Chiavenna; † 6. Januar 1701[8]), 1685 Lieutenant Colonel der Schweizergarde

        2. François de Gondi, Abt von Le Val
        3. Anne de Gondi (* um 1579); ⚭ 1600 Charles Cauchon, Seigneur de Maupas, Baron du Thoury (* 1566 in Reims, † 28. August 1629[9] in Nancy)
        4. Marie de Gondi (* um 1581; † 1. März 1617); ⚭ um 1600 Léonor de Pisseleu (* 10. Oktober 1578; † 30. November 1613), Seigneur d’Heilly, Pisseleu etc.
        5. (unehelich, Mutter: Marie Garandeau) Léonore, vor 1609 bezeugt

      2. 5 weitere Kinder

    3. 7 weitere Kinder

  3. Bernardo Gondi (* 28. Mai 1482; † 1539), 1527 Priore der Republik Florenz; ⚭ (1) 1505 Caterina Tornabuoni; ⚭ (2) 1517 Costanza Benci – Nachkommen
  4. Guidobaldo Gondi, genannt Antonio (* 2. Januar 1486; † 1559[10]), Maître d‘Hôtel des Herzogs von Anjou, des späteren Königs Heinrich II., Seigneur du Perron[11]; ⚭ 20. Januar 1516 Marie Catherine Pierrevive, genannt Marion (* 1496; bestattet 4. August 1574), Dame du Perron, Gouvernante des Enfants de France, Tochter von Nicolas Pierrevive, Seigneur de Lézigny, und Jeanne de Turin – Nachkommen siehe unten
  5. 10 weitere Kinder

### Die Herzöge von Retz
1. Guidobaldo Gondi, genannt Antonio (* 2. Januar 1486; † 1559), Maître d‘Hôtel des Königs Heinrich II., erwarb Le Perron; ⚭ 20. Januar 1516 Marie Catherine Pierrevive (bestattet 4. August 1574), Gouvernante des Enfants de France, Tochter von Nicolas Pierrevive, Seigneur de Lézigny, und Jeanne de Turin – Vorfahren siehe oben
  1. Méraude (* um 1516; † nach 1561); ⚭ 16. Dezember 1533 François Rousselet, Seigneur de La Pardieu, de La Batie etc., Sohn von Jean Rousselet und Jeanne Lallemant de Narmagles
  2. Anna († 7. Oktober 1597), 1538 Nonne in Santa Felicita (Florenz)
  3. Albert (* 4. November 1522 in Florenz; † 12. April 1602), 1565 Baron, dann Comte de Retz, November 1581 Duc de Retz, Pair de France, 1573 Marquis de Belle-Isle, 1573 Marschall von Frankreich, Gouverneur von Provence, Metz und Nantes (bis 1598), Baron de Marly-le-Chastel, Seigneur de Versailles, 1578 Chevalier des Ordres du Roi, 1586 Général des Galères für seinen minderjährigen Sohn; ⚭ (Ehevertrag vom 4. September 1565) Claude Catherine de Clermont (* 1542/43; † 18. Februar 1603), Baronne de Retz, Dame de Dampierre, Tochter von Claude de Clermont, Seigneur de Dampierre, und Jeanne de Vivonne, Witwe von Jean d’Annebault, Baron de Retz (X 1562)
    1. Françoise (* um 1567; † 4. März 1627); ⚭ 26. Oktober 1587 Lancelot Grognet de Vassé (* um 1567; † 19. April 1628), Baron de La Roche-Mabille, Marquis de Vassé, 1619 Chevalier des Ordres du Roi
    2. Charles (* 1569; X 22. Mai 1596 vor Mont-Saint-Michel), Marquis de Belle-Isle, 24. Juni 1579 Général des Galères, Galliottes et Brigantins des mers du Levant et du Ponant; ⚭ 6. September 1589 Antoinette d’Orléans-Longueville (* 1572; † 24. April 1618 in Poitiers), 1611 Äbtissin von Fontevrault, auch Äbtissin von Poitiers, Tochter von Léonor d’Orléans, 6. Duc de Longueville etc., und Marie de Bourbon
      1. Henri (* 1590; † 12. August 1659), 1602–1634 2. Duc de Retz, Pair de France, Marquis de Belle-Isle, 1619 Chevalier des Ordres du Roi; ⚭ 5. Mai 1610 Jeanne de Scépeaux (* um 1588/89; † 20. November 1620), Duchesse de Beaupréau, Comtesse de Chemillé, Tochter von Guy V. de Scepeaux, 5. Duc de Beaupréau, Comte de Chemillé, und Marie de Rieux, deren Ehe mit Henri II. de Montmorency, 4. Duc de Montmorency, Pair de France, am 29. April 1610 annulliert worden war
        1. Catherine (* 28. Dezember 1612; † 18. September 1677[12]), 1634 Duchesse de Retz; ⚭ (Ehevertrag 3. August 1633) Pierre de Gondi, Comte de Joigny, ihren Vetter, 1634 3. Duc de Retz, Pair de France (* 1602; † 29. April 1676)
        2. Marguerite Françoise (* 18. April 1615; † 31. Mai 1670), 1620 3. Duchesse de Beaupréau; ⚭ 30. März 1644 Louis de Cossé, 1651 3. Duc de Brissac, Pair de France (* 5. September 1625; † 26. Februar 1661)

    3. Claude Marguerite (* 1571; † 26. August 1650[13]); ⚭ 7. Januar 1588 Florimond van Halewyn (de Halluin), Marquis de Piennes et de Maignelay (* um 1570; † ermordet 1592)
    4. Henri (* 1572; X 13. August 1622 bei Béziers), 1587 Domherr in Paris, 1596 Bischof von Paris, 7. April 1618 Kardinal, 1619 französischer 1. Staatsminister, 31. Dezember 1619 Commandeur des Ordres du Roi
    5. Louise (* 1573; † 29. August 1661), 1606 Koadjutrix und 1623 Priorin von Saint-Louis de Poissy[14]
    6. Madeleine (* um 1576; † 8. Juni 1662), Nonne in Saint-Louis de Poissy
    7. Gabrielle (* um 1578); ⚭ 11. Dezember 1594 Claude de Bossut, Seigneur d’Écry etc. († nach 6. Juli 1604), Sohn von Charles de Bossut, Seigneur de Longueval et d’Écry, und Isabeau de Baudoche
    8. Philippe-Emmanuel (* kurz vor 25. Mai 1580[15]; † 29. Juni 1662), Comte de Joigny et de Joinville, Marquis des Isles d’Or, Baron de Montmirail, de Dampierre et de Villepreux, 31. Dezember 1619 Chevalier des Ordres du Roi, 5. April 1598 Général des Galères, 1627 geistlich; ⚭ 11. Juni 1604 Françoise Marguerite de Silly (* 1584; † 23. Juni 1625), Dame souveraine de Commercy, Tochter von Antoine de Silly, Comte de La Rochepot, 1595 Chevalier des Ordres du Roi, Gouverneur von Anjou, und Marie de Lannoy, Dame de Folleville et de Peillart
      1. Pierre (* 1602; † 29. April 1676[16]), Februar 1634 3. Duc de Retz, Pair de France, Comte de Joigny, Marquis des Isles d’Or, Baron de Mortagne, Général des Galères bis 1635, 31. Dezember 1661 Chevalier des Ordres du Roi; ⚭ (Ehevertrag 3. August 1633) Catherine de Gondi (* 28. Dezember 1612; † 18. September 1677), seine Kusine, 1634 Duchesse de Retz, Erbtochter von Henri de Gondi, 2. Duc de Retz, Pair de France, und Jeanne de Scépeaux
        1. Marie Catherine Antoinette (* 30. November 1648; † 31. Juli 1716[17]), Nonne im Calvaire de Nantes, 1674 Äbtissin von Machecoul, gestorben als Supérieure-Générale des Filles de La Congrégation du Calvaire
        2. Paule Marguerite Françoise (* 12. März 1655; † 21. Januar 1716), 1676 Duchesse de Retz[18], 4. Marquise de La Garnache, Comtesse de Joigny, Baronne de Mortagne etc.; ⚭ 12. März 1675 François Emmanuel de Bonne de Créquy,1677 4. Duc de Lesdiguières, Pair de France, 1661 Gouverneur der Dauphiné (* Dezember 1645; † 3. Mai 1681)

      2. Henri (* um 1604; † um 1614) Marquis des Isles d’Or
      3. Jean Paul François (* kurz vor 20. September 1614[19]; † 24. August 1679), dit le Cardinal de Retz, Damoiseau souverain de Commercy, Prince d’Euville, Abt von Saint-Denis, 1627 Domherr, 1633 Commandeur des Ordres du Roi, 1643 Koadjutor in Paris, 1644 Titular-Erzbischof von Korinth, 1652 Kardinal, 1654 Erzbischof von Paris, trat 1661 zurück

    9. Jean-François (* 1584; † 21. März 1654), 1610 Domdechant, 1622 Erzbischof von Paris, Staatsrat, 4. Mai 1633 Commandeur de l’ordre du Saint Esprit
    10. Hippolyte (* um 1585; † 4. August 1646); ⚭ 18. Januar 1607 Léonor de La Madeleine (* 1573; † 22. Juli 1628), Seigneur et Marquis de Ragny, 1620 Chevalier des Ordres du Roi, Sohn von François de La Madeleine, Marquis, und Catherine de Marcilly

  4. Jean (* 1517/18; † 1574), Kanoniker an Saint-Paul de Lyon, vor September 1560 Abt von Saint-Hilaire (Diözese Carcassonne), Abt von Saint-Pierre de Chaulnes
  5. Pierre (* 1533; † 17. Februar 1616), Comte de Joigny, 1565 Bischof von Langres, Pair de France, 1569 Bischof von Paris (trat 1596 zurück), 18. Dezember 1587 Kardinal, 1578 Commandeur de l’Ordre du Saint-Esprit, Botschafter in Rom, Vorsitzender des französischen Staatsrates
  6. Charles (* Juni 1536; † vergiftet 15. Juni 1574), Seigneur et Marquis de La Tour, Grand-Maitre de la Garde-Robe du Roi, Général des Galères de France; ⚭ (1) Barbe de la Haye; ⚭ (2) 28. März 1571 Hélène Bon (* um 1551; † vor 1598), Tochter von Pierre Bon, Baron de Méouillon, Gouverneur de Marseille, und Marguerite Robins de Gravezon, sie heiratete in zweiter Ehe Charles de Balsac Seigneur de Clermont-Soubiran, 1583 Chevalier des Ordres du Roi (X 1590) (Haus Balzac
    1. (2) Charles (* um 1573; † klein)
    2. (2) Alfonsine (* um 1574; † nach 1620); ⚭ 10. August 1579 Humbert de Marcilly (* um 1557; † 16. September 1610), Seigneur de Cypierre, 1595 Chevalier des Ordres du Roi, Bailli de Semur-en-Auxois, Maréchal de camp, Gouverneur Karls IX.

  7. François († jung)
  8. Maria (* um 1521[20]; † Februar 1603); ⚭ (1) 19. Juli 1551 Nicolas Grillet, 1576 bezeugt[21], Comte de Saint-Trivier, Seigneur de Pomiers et de Bessey; ⚭ (2) Claude de Savoie de Pancalieri e Racconigi († nach 1558)
  9. Anne († Februar 1572); ⚭ Jean de Bachis/Bagis († 22. Februar 1588 in Toulouse), 1544 Président aux Requêtes du Parlement de Toulouse
  10. Jeanne († 9. Oktober 1623) 1583 Priorin von Saint-Louis de Poissy[22]